# 국립춘천병원
국립춘천병원(國立春川病院, Chuncheon National Hospital)은 정신질환을 가진 사람에 대한 진료·조사·연구, 정신보건사업의 지원·수행 및 정신건강의학과 의료요원 등의 교육·훈련에 관한 업무를 관장하는 대한민국 보건복지부의 소속기관이다. 1992년 2월 17일 발족하였으며, 강원특별자치도 춘천시 동산면 영서로 824에 위치하고 있다. 원장은 고위공무원단 나등급에 속하는 임기제공무원으로 보한다.

## 직무
- 정신질환의 예방과 정신질환자에 대한 진료
- 정신과 환자의 사회복귀 촉진을 위한 낮병동 운영
- 국민정신보건·정신의학 및 진료기술수준의 향상을 위한 조사·연구
- 정신과 의료요원 및 정신보건전문요원의 교육·훈련
- 민간정신의료기관 상시 지도·감독
- 정신보건전문요원 수련기관 지도·감독
- 국가정신보건 및 지역사회 정신보건사업의 효율적인 추진

## 연혁
- 1992년 2월 17일: 국립춘천정신병원 설치.
- 1992년 3월 17일: 국립춘천정신병원 개원.
- 1994년 4월 1일: 선택진료병동 운영.
- 1996년 4월 10일: 개방병동 운영.
- 1996년 4월 15일: 낮병동 운영.
- 1999년 4월 1일: 알코올병동 운영.
- 2002년 5월 6일: 국립춘천병원으로 개칭.
- 2004년 12월 1일: 노인병동 운영.
- 2006년 1월 1일: 책임운영기관으로 지정.

## 조직

### 원장
- 서무과[1]
- 정신건강사업과[2]

의료부
- 정신건강과[3]
- 노인정신과[3]
- 소아청소년정신과[3]
- 정신재활치료과[3]
- 내과[3]
- 치과[3]
- 약제과[4]
- 간호과[5]

## 사건·사고 및 논란

### 편의점 음란행위와 솜방망이 징계
2010년 1월 국립춘천병원 간호조무사 박모(43)씨가 새벽 3시 30분부터 5시 40분까지 춘천시의 한 편의점 안에서 계산대 직원 2명을 향해 바지를 내리고 성기를 꺼낸 채 자위행위를 했다. 2시간 동안 엽기 행각을 한 박씨는 춘천지방검찰청에 공연음란혐의로 불구속 기소되었으나, 감봉 3개월 처분만을 받고 근무하고 있다.